# ¿Quién engañó a Roger Rabbit?
¿Quién engañó a Roger Rabbit? (en inglés: Who Framed Roger Rabbit) es una película estadounidense de 1988, dirigida por Robert Zemeckis y protagonizada por Bob Hoskins, Christopher Lloyd y Charles Fleischer, combinando a personajes reales con dibujos animados. Fue producida por Touchstone Pictures y Amblin Entertainment, contando con un presupuesto de 70 millones de dólares.
Ambientada en Los Ángeles en 1947, la trama gira en torno a un detective privado llamado Eddie Valiant, quien investiga el asesinato de un conocido empresario. El principal sospechoso es un personaje animado llamado Roger Rabbit, quien niega haber cometido el crimen. La película es un homenaje a la era dorada de la animación estadounidense y al cine clásico de Hollywood. Además, fue uno de los últimos trabajos de los actores de voz Mel Blanc y Mae Questel.
En 2016, la película fue considerada «cultural, histórica y estéticamente significativa» por la Biblioteca del Congreso de Estados Unidos y seleccionada para su preservación en el National Film Registry.

## Argumento
La película empieza con un cortometraje del bebé Herman y Roger Rabbit que introduce el título de la película. En el corto titulado Algo se cocina (Something's cookin), dirigido por Raoul J. Raoul, Roger Rabbit es el encargado de cuidar al bebé Herman, pero le suceden todo tipo de desastres. En un momento del cortometraje podemos oír un «¡corten!» y se nos muestra un plató de cine donde todos los seres humanos dirigen la actuación de las estrellas animadas, conocidas como toons (dibus en español).
Ya fuera de plató, R. K. Maroon, el dueño de Maroon Cartoons, le dice al detective Eddie Valiant que sospecha que la causa de las continuas distracciones de su estrella, Roger Rabbit, la tiene su esposa, la mujer fatal Jessica Rabbit (voz original de Kathleen Turner y en las canciones de Amy Irving), por lo que le pide que obtenga pruebas de que dicha mujer no le conviene. Eddie obtiene pruebas de que Jessica estaría teniendo «relaciones» con Marvin Acme, dueño de la Corporación Acme. Valiant le entrega las pruebas fotográficas a Maroon y a Roger Rabbit, quien inicialmente se enfurece, pero después, llorando, le escribe a su esposa una carta de amor. Al día siguiente, Eddie Valiant despierta con resaca, cuando su amigo y contacto en la policía, el teniente Santino, le informa que Marvin Acme ha sido asesinado y de que Roger Rabbit es el principal sospechoso.
La única persona que puede ayudar a Roger Rabbit a demostrar su inocencia es el detective Eddie Valiant; sin embargo, Eddie odia a los dibujos desde que uno de ellos matara a su hermano, Teddy Valiant, tirándole un piano a la cabeza durante una investigación criminal rutinaria en Toontown (Dibullywood en España y Bujolandia en Hispanoamérica).
Cuando Eddie encuentra a Roger escondido en su apartamento al principio se muestra renuente a colaborar, pero pronto se encuentra ocultando al conejo del juez Doom del tribunal superior de justicia de Toontown (Christopher Lloyd) y su patrulla de comadrejas, conocida como la Patrulla de Toontown (la Patrulla de Dibullywood en España y la Patrulla de Bujolandia en Hispanoamérica).
Mientras tanto, la gigantesca corporación Industrias Cloverleaf (Industria Hojatrébol en Hispanoamérica) -propiedad de Doom- está conspirando para comprar la compañía de raíl interurbano Pacific Electric Railway y sustituir los tranvías por autopistas. Con Marvin Acme muerto y su testamento desaparecido, la ciudad de Toontown corre en peligro de ser demolida para construir sobre ella una autopista, a menos que aparezca el testamento de Acme.
Eddie y Roger deben tratar de encontrar el testamento de Marvin Acme, que presumiblemente da la propiedad de Toontown a las caricaturas. Doom también está buscando el testamento, pero para poder destruirlo y asegurarse así de tener el control sobre la ciudad. Si algún dibujo se atreve a desafiar su autoridad y le desobedece acabará muerto por el «dip» («baño» en España y «derretidor» en Hispanoamérica), un invento de Doom compuesto de acetona, benceno, y trementina, y que constituye la única manera segura de matar a un dibujo. Tras haberse ocultado en el bar donde trabaja María Dolores, la novia de Eddie, Eddie y Roger logran escapar con la ayuda de Benny el taxi.
Eddie acude al estudio de Maroon, el jefe de Roger, para tratar de limpiar el nombre de Roger. A todo esto, deja a Roger montando guardia, pero a los pocos segundos es derribado por Jessica, quien le propina un sartenazo en la cabeza y lo esconde en el maletero de su coche; durante la charla entre Eddie y Maroon, este último revela que Industrias Cloverleaf quería comprar su estudio, pero solo si Acme aceptaba vender el suyo, sin embargo este rehusó, y la razón por la cual Maroon contrató a Eddie era para chantajear a Acme con las fotografía de él y Jessica. Pero antes de que Maroon revelara más información, es tiroteado durante la charla. Pensando que la asesina es Jessica Rabbit, a la que ve corriendo por el estudio, Eddie decide ir a perseguirla a Toontown, a pesar de que se había prometido no volver allí desde la muerte de su hermano. Una vez allí Eddie descubre que el verdadero asesino es Doom, quien escapa corriendo por un callejón.
Cuando Eddie y Jessica deciden ir en su búsqueda, descubren que no pueden usar sus automóviles: el de Jessica había quedado inutilizado por un choque que le propinó Eddie por una distracción que tuvo mientras conducía, mientras que el de Eddie había sido robado por Roger, quien había conseguido escaparse de su prisión. En ese instante, las comadrejas aparecen en sus patrullas y se lanzan a secuestrar a Eddie y Jessica, quienes finalmente consiguen escapar con la ayuda de Benny el taxi. La escapatoria dura poco, ya que a la salida del túnel de Toontown, Doom arroja «dip» en el suelo, provocando que Benny derrape y que Eddie y Jessica queden a merced de los secuestradores.
Eddie y Jessica son finalmente llevados a la fábrica de Acme, donde Doom les revela el objetivo que perseguía con la apropiación de Toontown. Cuando Eddie pregunta cómo pretende llevar a cabo su cometido, Doom revela una gigantesca máquina lanzadora de «dip», con la cual rociará Toontown para exterminarla. A todo esto, Benny se encuentra con Roger, quien se había llevado el coche de Eddie y que (por su inexperiencia al volante) lo había chocado fuertemente. Benny corre del volante del auto a Roger y juntos van a la fábrica de Acme a rescatar a Eddie y Jessica. El plan se echa a perder después de que, tras su heroica aparición, una pila de ladrillos cae encima del conejo, quien, lejos de preocuparse por la situación, expresa su felicidad por ver estrellas tras el golpazo recibido.
En el clímax final de la película, que se desarrolla dentro de la fábrica Acme, Doom coloca a Roger y a su esposa Jessica atados a un gancho a merced de la máquina rociadora, siendo ellos puestos como los primeros en probar el nuevo invento de Doom. Este se retira de la escena, dejando a Eddie vigilando a Roger y a Jessica junto con las comadrejas y al matrimonio Rabbit colgado del gancho para ser derretidos. Para combatir a los secuaces comadrejas de Doom, Eddie, normalmente un aguafiestas, empieza a actuar como un payaso (lo cual no está del todo fuera de lugar, ya que previamente algunas fotografías de su despacho lo habían mostrado trabajando en un circo junto con su hermano) hasta que mata de un ataque de risa a las comadrejas (al parecer una alternativa al «dip» para exterminar a un dibujo, haciendo que este siga su vida como un fantasma animado, aunque el sargento Cola Loca fue lanzado al «dip» para ser destruido y muerto sin dejar rastro).
Durante la batalla final entre Eddie contra Doom, una apisonadora pasa por encima de Doom, dejándolo aplastado como un muñeco de goma en el suelo. Para sorpresa de todos, Doom aplastado se reincorpora y se infla a sí mismo con un tanque de aire para recuperar su forma, revelándose de esa forma que él es en realidad un dibujo animado. Doom entonces le confiesa a Eddie que no es un dibujo cualquiera, sino el que asesinó a su hermano. Eddie entra en pánico y pretende escapar, pero Doom lo derriba dándole un puñetazo transformando su mano en un yunque de brillo dorado. Eddie es lanzado y derribado y Doom en ese momento cambia su yunque por una potente sierra circular con la que se va acercando lentamente a Eddie para cortarlo. Cuando parece que todo está perdido, Eddie descubre un martillo lanzapuños y lo utiliza intentando golpear a Doom. Sin embargo, a pesar de que Doom elude el golpe, el puño sigue su camino, golpeando la válvula de retención del tanque de «dip», haciendo que el líquido salga y alcance a Doom, el cual es derretido y muere.
Al llegar la policía, Eddie resolvió el caso, informando a las autoridades que Doom asesinó a Teddy Valiant, Marvin Acme y R. K. Maroon. En ese instante, Eddie le devuelve a Roger la carta de amor a su esposa. Cuando el conejo comienza a leerla, descubre que en el aparente papel blanco en que había escrito la carta a su mujer comienzan a aparecer otras palabras que resultaron ser el testamento de Marvin Acme (la explicación es que para protegerlo, Acme escribió el testamento con tinta que desaparece y aparece, lo que hizo que el conejo se confunda creyendo que utilizó un papel aparentemente en blanco), el testamento otorga el control de la ciudad de Toontown a las caricaturas, los cuales acaban la película cantando a coro Smile, Darn Ya, Smile!. El cierre de la película, es una combinación entre las clásicas despedidas de Warner Bros. y Disney, con el cerdito Porky recitando su clásica frase Tha tha tha, Tha tha tha, Tha tha that's all Folks! («E-e-e-e-eso es todo amigos!» en español) y el hada Campanilla, que vuela hasta la nariz de Porky y con su varita mágica hace desaparecer al final de la película.

## Elenco
| Personaje           | Actor original (Estados Unidos)                          | Actor de voz (Hispanoamérica - Los Ángeles)               | Actor de voz (España)                          |
| ------------------- | -------------------------------------------------------- | --------------------------------------------------------- | ---------------------------------------------- |
| Eddie Valiant       | Bob Hoskins                                              | Willy Brand                                               | Juan Perucho                                   |
| Roger Rabbit        | Charles Fleischer                                        | Juan Alfonso Carralero Javier Pontón (canciones)          | Marco Mete                                     |
| Jessica Rabbit      | Kathleen Turner (diálogos) Amy Irving (canciones)        | Rebeca Rambal                                             | Rosa María Belda                               |
| Dolores             | Joanna Cassidy                                           | Amparo Brown                                              | Ana María Simón                                |
| Juez Doom           | Christopher Lloyd Corey Burton (dibujo)                  | Helgar Pedrini Juan Alfonso Carralero (dos loops)         | Luis Gaspar Rafael Alonso Naranjo Jr. (dibujo) |
| R. K. Maroon        | Alan Tilvern                                             | Roberto Alexander                                         | Luis Carrillo                                  |
| Marvin Acme         | Stubby Kaye                                              | Víctor Mares                                              | ¿?                                             |
| Baby Herman         | Lou Hirsch                                               | Alejandro Abdalah                                         | Ángel Egido                                    |
| Raoul J. Raoul      | Joel Silver                                              | Manuel Cabral                                             | Miguel Ayones                                  |
| Angelo              | Richard Ridings                                          | Jesús Brock                                               | Paco Hernández                                 |
| Pato Lucas          | Mel Blanc                                                | Roberto Alexander                                         | José Carabias                                  |
| Pato Donald         | Tony Anselmo                                             | Ruy Cuevas                                                | Rafael Alonso Naranjo Jr                       |
| Betty Boop          | Mae Questel                                              | Ivette González                                           | Isacha Mengíbar                                |
| Teniente Santino    | Richard LeParmentier                                     | Fernando Escandón                                         | Juan Antonio Gálvez                            |
| Piolín              | Mel Blanc                                                | Erika Robledo                                             | Marta García                                   |
| Pinocho             | Peter Westy                                              | Erika Robledo                                             | Marta García                                   |
| Benny               | Charles Fleischer                                        | Juan Alfonso Carralero                                    | José Luis Gil                                  |
| Mickey Mouse        | Wayne Allwine                                            | Juan Alfonso Carralero                                    | Rafael Alonso Naranjo Jr.*                     |
| Bugs Bunny          | Mel Blanc                                                | Juan Alfonso Carralero                                    | Rafael Alonso Naranjo Jr.*                     |
| Porky               | Mel Blanc                                                | Javier Pontón                                             | Rafael Alonso Naranjo Jr.*                     |
| Yosemite Sam        | Joe Alaskey                                              | Javier Pontón                                             | ¿?                                             |
| Droopy              | Richard Williams                                         | Javier Pontón                                             | Juan Luis Rovira                               |
| Pájaro Loco         | Cherry Davis                                             | Jesús Brock                                               | Marco Mete                                     |
| Sra. Herman         | April Winchell                                           | Amparo Brown                                              | Laura Palacios                                 |
| Augie               | Paul Springer                                            | Jesús Brock                                               | Daniel Sánchez                                 |
| Lobo Feroz          | Tony Pope                                                | Roberto Alexander                                         | ¿?                                             |
| Goofy               | Tony Pope                                                | Manuel Cabral                                             | ¿?                                             |
| Comadrejas          | David L. Lander Charles Fleischer Fred Newman June Foray | Javier Pontón Roberto Alexander Jesús Brock Manuel Cabral | José Luis Angulo José Carabias                 |
| Silvestre           | Mel Blanc                                                | Helgar Pedrini                                            | ¿?                                             |
| Revisor del tranvía | James O'Connell                                          | Víctor Mares                                              | Francisco Arenzana                             |
| Bongo el gorila     | Morgan Deare                                             | Alejandro Abdalah                                         | ¿?                                             |

## Producción
Las secuencias de acción real fueron dirigidas por Robert Zemeckis y filmadas sobre todo en los estudios de cine de Borehamwood en Hertfordshire, Inglaterra. Las secuencias animadas fueron dirigidas por Richard Williams y producidas en su estudio de la animación de Londres. La película fue interpretada por Bob Hoskins, Christopher Lloyd, Joanna Cassidy y la voz de Charles Fleischer.
El guion fue adaptado por los guionistas Jeffrey Prize y Peter S. Seaman a partir de la novela de 1981 Who Censored Roger Rabbit? de Gary Wolf. La música fue compuesta por el perenne compositor de las películas de Zemeckis Alan Silvestri e interpretada por la Orquesta Sinfónica de Londres. Fue distribuida por Buena Vista Distribution a través de su filial Touchstone Pictures.
La película carece de signo de interrogación en su título original (Who framed Roger Rabbit) debido a una superstición que asegura que las películas con signo de interrogación en su título no logran buenos resultados en taquilla.
El argumento de la película está basado en una conspiración real realizada por la General Motors, la Chevron Corporation y Firestone que crearon un holding (National City Lines) para comprar y destruir la compañía de tranvías Los Ángeles Red Car Trolley en los 40 y 50. En la película el papel de la National City Lines lo realiza la ficticia "Cloverleaf Industries", propiedad del Juez Doom. Asimismo, muchas escenas del film son un homenaje hacia la película de Roman Polanski Chinatown.
Para el rodaje ¿Quién engañó a Roger Rabbit?, se utilizaron diferentes tipos de película y sensibilidad según la secuencia. Se construyó una nueva cámara de fibra de vidrio (Visaflex) e innumerables maquetas (una llegó a necesitar 20.000 ladrillos en miniatura) para solucionar los problemas de densidad, color, textura, grano, etc.
Todos los dibujos de la película están pintados a mano sin animación por ordenador. Asimismo se agregaron efectos para lograr las sombras de los dibujos e iluminarlos para darles un aspecto tridimensional más realista.
En un boceto anterior del guion, el Juez Doom revelaba que él había sido el que mató a la madre de Bambi, incidiendo así en su comportamiento sádico y cruel con respecto a sus compañeros dibus / caricaturescos. Sin embargo, Disney rechazó la idea pensando que sería ir demasiado lejos y que no convenía asustar a los espectadores más jóvenes más allá de lo necesario para la carga emocional de la película. En la novela gráfica Roger Rabbit: The Resurrection of Doom, se desvela que el verdadero nombre de Doom era Baron von Rotten y que solía interpretar a villanos en viejos cortos de dibujos animados hasta que un día un golpe lo dejó inconsciente y al despertar se creyó un villano auténtico. Sin embargo, los relatos posteriores que se hicieron en comic no son canon ni fieles a la trama oficial de la película.
Los títulos de crédito duran 10 minutos, los más largos que habían aparecido en una película hasta ese momento.

## Crítica
Aunque los preestrenos de prueba fueron desastrosos, la película empezó con buenas críticas el 21 de junio de 1988. Los críticos estadounidenses Gene Siskel, y Roger Ebert, la incluyeron en su lista de películas favoritas de 1988.
A pesar de que ¿Quién engañó a Roger Rabbit? está considerada como un clásico moderno, la película también ha tenido su parte de crítica. Muchas de ellas se refieren al tono inconsistente de la película, en donde se superponen a los chiflados personajes de los dibujos animados con elementos del cine negro. Aunque los productores intentaban conseguir una mezcla de los dos, mucha gente consideró que el tono de la película se desviaba demasiado como para identificarla correctamente como una película para niños o para adultos.
Aunque la película está ambientada para todo público por los dibujos animados, la trama y varias escenas de la película no son aptos para el público infantil, por eso en Estados Unidos tiene una clasificación PG. En otros países no está considerada para niños. 
El final de la película, en el que los personajes principales aparecen atados mientras una manguera trata de rociarles, fue acusado de poco imaginativo. Asimismo, también se acusó a la animación de presentar mucho movimiento superfluo.
La película ganó cuatro Premios Óscar: Oscar a los mejores efectos visuales, Oscar al mejor sonido, Oscar al mejor montaje, y un Oscar especial a Richard Williams por la “animación, dirección y creación de personajes animados”. La película recibió otras cuatro nominaciones.
Se ha querido ver en Jessica Rabbit una mezcla de varias diosas del cine: la voz de Lauren Bacall (la grabación de voz es de Kathleen Turner, salvo las canciones), las piernas de Betty Grable, el torso y los glúteos de Marilyn Monroe, los ojos de Marlene Dietrich, los senos de Jayne Mansfield, el cabello de Veronica Lake y una voz a la hora de cantar como la de Judy Garland (proporcionada por Amy Irving) y mucha gente la compara con Kim Basinger.
Irónica y curiosamente, la película no gustó a Chuck Jones, el director conocido por sus trabajos en la Warner Bros. Aunque él hizo el storyboard del duelo de pianos entre el Pato Donald y el Pato Lucas, encontró horrible el resultado final. Además le parecía que Richard Williams había estado demasiado supeditado a Robert Zemeckis.

## Legado
¿Quién engañó a Roger Rabbit? está considerada como la chispa que encendió la mecha para el inicio de la era del renacimiento de la animación estadounidense. Este campo se había vuelto mediocre y trillado entre las décadas de 1960 y 1980, hasta el punto de que incluso los gigantes del entorno como The Walt Disney Company estaban pensando en abandonar las producciones de animación importantes.
Esta costosa película (coste de producción de 70 millones de dólares, una suma asombrosa en aquel momento) era un riesgo importante para la compañía que se resolvió maravillosamente. Esto alentó a otros estudios a zambullirse en el campo de la animación y hacerla aceptable para el público que iba al cine. Después de ¿Quién engañó a Roger Rabbit?, el interés en la historia de la animación estalló, y leyendas en el campo como Don Bluth, Chuck Jones, Friz Freleng, Tex Avery, Ralph Bakshi y Bob Clampett fueron vistos bajo una nueva luz y recibieron el prestigio y la aclamación del público por todo el mundo.
La película ofreció los papeles principales de voz a dos actores de voz de dibujos animados legendarios: Mel Blanc (voces de Bugs Bunny, Pato Lucas, y del Gato Silvestre en un cameo de una línea) y Mae Questel (haciendo de Betty Boop). Blanc (que no tardaría en fallecer a la edad de 81 años) no hizo la voz de Sam Bigotes en la película, debido a que en sus últimos años resultaba muy áspera para sus cuerdas vocales.
También es interesante observar que, a pesar de estar producida por Walt Disney Pictures, esta fue la primera película en incorporar personajes animados de diversos estudios incluyendo: 20th Century Fox, Columbia Pictures, Metro-Goldwyn-Mayer, Paramount Pictures, RKO Radio Pictures, United Artists, Universal Studios y Warner Bros. Esto permitió la primera aparición en un mismo plano de Bugs Bunny y Mickey Mouse. Disney y Warner Bros establecieron que, por contrato, tanto Mickey Mouse como Bugs Bunny tendrían exactamente la misma cantidad de tiempo en pantalla y el mismo número de palabras de diálogo, razón por la cual aparecen juntos en una escena en la que Eddie cae de un rascacielos. A pesar de esto una toma de una fracción de segundo más de Bugs Bunny puede verse antes de cambiar a la escena del coche rojo, esto puede explicarse ya que en la escena del paracaídas Mickey aparece primero en pantalla que Bugs. También la escena del bar clandestino ofrece el primer y único encuentro del Pato Donald y el Pato Lucas que realizan un duelo de pianos. Además, las series animadas Bonkers y House of Mouse transcurren en el mismo universo animado de Toontown, mientras que Steven Spielberg se encargó de producir las series animadas Tiny Toons y Animaniacs tras el éxito de la película.
También se produjeron tres cortos de Roger Rabbit, Jessica Rabbit y Baby Herman. Estos cortos fueron emitidos antes de algunas películas de Touchstone/Disney en un intento de revivir los cortos de dibujos animados como parte de la experiencia de ir al cine. Estos cortos se emitieron antes de las películas Cariño, he agrandado al bebé", Dick Tracy y En un lugar lejano. Fueron lanzados en video en 1996 con el título de Lo mejor de Roger Rabbit y se incluyeron en la edición en DVD de ¿Quién engañó a Roger Rabbit?.
En 1991 se empezó a diseñar una nueva “tierra” en Disneylandia en el parque de Anaheim, California, completamente inspirada en la Toontown de la película. Mickey's Toontown fue inaugurada entre aplausos en 1993 y generó Toontown (sin el prefijo "Mickey's") en Tokio Disneyland en Japón. Además tanto en el parque californiano como en el japonés hay una atracción basada en las aventuras de Roger Rabbit llamada Roger Rabbit's Car Toon Spin.
Se pueden establecer algunos paralelismos entre esta película y la trilogía posterior de Zemeckis "Back to the Future". Por ejemplo la escena en la que las comadrejas están persiguiendo a Roger y Eddie en Benny, el taxi acaba con las comadrejas estrellándose contra un camión, es muy similar a otra escena de Regreso al Futuro en la que Marty persigue a Biff en su aeropatín hasta que chocan con un camión de estiércol. Además el mismo mecanismo usado para Benny el taxi es usado con Marty en "Volver al Futuro III" cuando éste es arrastrado por un caballo.

## Detalles ocultos
Algunos "Huevos de Pascua" (detalles ocultos) fueron escondidos por los animadores en la película. Aunque no era posible percibirlos en el formato VHS sí era posible verlos en aparatos de mayor calidad de imagen como los Laser disc. Entre ellos se incluye el número de teléfono del jefe de Disney, Michael Eisner. Además después del accidente nocturno de Bennie el taxi hay dos “frames” de dos segundos cada uno en los que se puede ver la entrepierna de Jessica Rabbit sin ropa interior. Este detalle, que se podía ver en la edición en Disco Laser, hizo que Disney ofreciera cambiar los discos por una versión corregida sin costo a vuelta de correo. Curiosamente, ningún disco fue regresado.[cita requerida]
Una breve escena en la que Baby Herman hace un gesto obsceno a una mujer fue retocada tras la primera edición en DVD, pero puede ser vista en las ediciones en VHS, Laser disc y algunos DVD.[cita requerida]
Gary Wolf, autor de la novela original Who censored Roger Rabbit? ha sido correspondido por muchos fanes a través de cartas y de Internet con recopilaciones de detalles ocultos en la película y en los cortos de Roger Rabbit. Él proporciona copias de esta lista a cualquiera que lo solicita. Además Gary Wolf también demandó a Disney en 2001 con motivo de ganancias sin pagar derivadas de la película.

## Anacronismos
¿Quién engañó a Roger Rabbit? transcurre en Hollywood en 1947; sin embargo es fácil detectar algunos anacronismos. Por ejemplo muchos personajes, especialmente los de la Warner Bros., tienen un aspecto que corresponde a una época anterior a esa fecha. (Notablemente el aspecto de Bugs Bunny que aparece en la película había dejado de ser utilizado en 1943) Sin embargo podría ser que fueran “dibus/caricaturas” retirados, pero que todavía estuvieran por allí. Por otro lado, también aparecen varios personajes que fueron creados después de 1947, por ejemplo El Coyote y el Correcaminos que fueron creados en 1949, estos dibujos se incluyeron porque eran los dibujos animados favoritos del director Robert Zemeckis. Sin embargo esto puede ser explicado si partimos de la premisa de que los dibus/caricaturas son seres que existen independientemente de los humanos, por lo que podría ser que estuvieran allí aunque aún no hubieran comenzado a rodar ninguna película.
Hay algunos anacronismos que no pueden ser tan fácilmente explicados por esta premisa. Por ejemplo en la escena en la que el Juez Doom dice en el bar que hay una recompensa por un conejo, uno de los clientes dice “sí, he visto un conejo”. Entonces se da la vuelta y dice al aire “Di hola, Harvey”. Muchos creen que esto hace referencia a la película Harvey de James Stewart, y que por lo tanto sería un anacronismo ya que la película se estrenó en 1950 y la acción de ¿Quién engañó a Roger Rabbit? transcurre en 1947. Sin embargo había una obra de teatro también llamada Harvey con el mismo argumento estrenada en Broadway en 1944 a la cual este cliente podría referirse. Sin embargo cabría preguntarse si él y los clientes del bar que siguen la broma son la clase de gente que acude al teatro, o cómo podrían haber ido de Los Ángeles a Broadway. Otro error que no puede ser justificado es que en la escena en que Roger y Eddie van al cine emiten el corto de Goofy Goofy Gimnastics que no se estrenó hasta 1949. En la última línea de la película Porky parece descubrir su famosa frase tartamudeada «Eso es todo amigos», sin embargo esta ya aparecía en los cortos de Warner Bros antes de 1945.
Con respecto a estos errores el guionista Peter Reaman dijo que la película era un homenaje, no una historia de la animación, lo que explica que dichos anacronismos fueran pasados por alto.

## Personajes

### Personajes humanos
- Eddie Valiant (Bob Hoskins): criado junto a su hermano Theodore "Teddy" Valiant en un ambiente circense, Eddie Valiant se unió junto a su hermano a la policía de Los Ángeles a mediados de los años 20. Debido a su empatía con las caricaturas, el y su hermano se retiraron de la fuerza y montaron la agencia de detectives Valiant & Valiant, donde la novia de Eddie, Maria Dolores, hacía las veces de secretaria. Tras la trágica muerte de Teddy, Eddie se volcó en el alcohol y trasladó la frustración de no poder evitar la muerte de su hermano en un desprecio por las caricaturas.

- María Dolores (Joanna Cassidy): es la novia de Eddie Valiant, quien lo ha acompañado en las buenas y en las malas. Cuando la agencia de detectives decayó tras la muerte de Teddy, Dolores consiguió empleo en el bar "Terminal station" del tranvía rojo. Aunque desaprueba la conducta de Eddie y su alcoholismo, aún lo ama y lo apoya en todo.

- Doom (Christopher Lloyd): es el Juez asignado de Toontown, tras invertir una gran cantidad de dinero para comprar la elección. En el clímax del filme se descubre que en realidad es una caricatura demente y fue el asesino de Teddy Valiant tras robar el primer banco nacional de Bujolandia. También es el asesino de Marvin Acme, matándolo al dejarle caer un piano encima.

- R. K. Maroon (Alan Tilvern): dueño de los Estudios Maroon y amigo de Marvin Acme.

- Marvin Acme (Stubby Kaye): dueño de Toontown y fundador de la Corporación Acme y Toontown.

- Teniente Santino (Richard LeParmentier): amigo de Eddie Valiant y contacto en la fuerza de policía. Es el oficial asignado a Dibulywood.

### Personajes animados propios
- Roger Rabbit (protagonista): Roger Rabbit es la coestrella del show de Baby Herman en las caricaturas de los Estudios Maroon. Casado con Jessica, a quien cariñosamente llama "Bomboncito", suele ser tímido e inseguro, pero siempre dispuesto a divertir a la gente. No tiene tolerancia a las bebidas alcohólicas.

- Jessica Rabbit: la esposa de Roger. Es tremendamente hermosa y sensual; ama sinceramente a Roger, quien la conquistó por ser el único que puede hacerla reír. Aparece como invitada en las caricaturas de su esposo y trabaja en una revista musical en el Club Tinta y Pintura. Aunque tiene la apariencia de mujer fatal, ella recalca que "No es mala, solamente la dibujaron así".

- Baby Herman: estrella de las caricaturas Maroon, a pesar de su aspecto angelical, es un hombre de 50 años atrapado en el cuerpo de un niño de tres años. Es mujeriego, fumador de tabaco y apostador empedernido. Y aunque Roger lo saca de quicio, es su mejor amigo.

- Benny el Taxi: ha trabajado en Los Ángeles por mucho tiempo, tanto en caricaturas como vehículo de servicio público. Es buen amigo de Roger y si alguien necesita de sus servicios, solo debe alzar la mano y aparecerá al instante.

- La Patrulla de Dibullywood: Son una Banda de Matones, que según dicen se dedican a las caricaturas cumplan a la ley, aunque ellos no son como dicen unos agentes de la ley, ya que se dedican a cometer más crímenes que los que ellos intentan resolver. El grupo es parecido a una mafia. Ellos ayudan a Doom en sus diabólicos y locos planes trabajando como sus amigos y también como sus secuaces, intentando destruir a Dibullywood.

## Cameos
(*) Con respecto a los anacronismos; estos personajes fueron creados después de 1947, año en el que se desarrolla la película.

### Walt Disney Pictures

#### Walt Disney Productions
- Mickey Mouse
- Minnie Mouse
- Pato Donald
- Pata Daisy
- Goofy
- Pluto
- Pete
- Horace Horsecollar
- Clarabelle
- Huey, Dewey y Louie (mencionados)
- Clara Cluck
- Gus Goose
- José Carioca
- Los enanitos de The Merry Dwarves
- Los árboles y las flores de Árboles y flores
- Bucky Bug de Bugs in Love
- El Sol de Father Noah's Ark
- El suelo colorido y acolchado de Lullaby Land
- El cerdito Flautista, el cerdito Violinista y el lobo Feroz de Los tres cerditos
- Caperucita Roja de The Big Bad Wolf
- Peter Pig de The Wise Little Hen
- Los ratoncitos huérfanos de Orphan's Benefit
- Toby Tortuga, las conejitas presumidas y los espectadores de The Tortoise and the Hare
- La isla del Jazz de Music Land
- Jenny Wren de Who Killed Cock Robin?
- Cock o' the Walk de Cock o' the Walk
- Elefante Elmer y el Sr. Jirafa de Elmer Elephant
- Blancanieves, los siete enanitos, la Reina Grimhilde y los animales del bosque de Snow White and the Seven Dwarfs
- Ferdinando de Ferdinando el Toro
- Pinocho, Pepito Grillo y Polilla de Pinocho
- Varios personajes de Fantasía:
  - Las hadas de azúcar, las setas chinas y las flores cosacas de la suite El cascanueces
  - Las escobas de El aprendiz de brujo
  - Los pegasos, los unicornios y los cupidos de la Sinfonía Pastoral
  - Hyacinth Hippo y Madame Upanova de la Danza de las horas en la ópera La Gioconda
- El dragón Chiflado y Sir Giles de El dragón chiflado
- Dumbo, los cuervos, la Sra. Jumbo, Casey Jr., y uno de los payasos de Dumbo
- Bambi, Faline, Flor y Tambor (mencionado) de Bambi
- Pedro el avioncito de Saludos amigos
- Ben Buzzard de The Flying Jalopy
- Emoción de Reason & Emotion
- Monte el Pelícano de The Pelican and the Snipe
- Chicken Little de Chicken Little
- Varios personajes de Make Mine Music:
  - Pedro de Pedro y el lobo
  - Johnny Fedora de Johnny Fedora and Alice Blue Bonnet
- El Hermano Blas, Tar Baby, Los Colibríes y Las Hermanas Topo de Canción del sur
- Varios personajes de Fun and Fancy Free:
  - Willie el Gigante y el Arpa Dorada de Mickey and the Beanstalk
- Varios personajes de Melody Time*:
  - Los animales del bosque de The Lengend of Johnny Appleseed*
- Danny el cordero de So Dear to My Heart*
- Varios personajes de The Adventures of Ichabod and Mr. Toad*:
  - J. Thaddeus Toad y Cyril Proudbottom de El viento en los sauces*
- Lady Tremaine de La Cenicienta*
- El Sr. Walker de Motor Mania*
- Alicia (mencionada), el Sr. Picaporte, Bill la lagartija, Tweedle Dee, las mariposas panqué y el Gato Risón de Alicia en el país de las maravillas*
- La madre de Lambert de Lambert the Sheepish Lion*
- Los apartamentos y rascacielos de The Little House*
- Varios vehículos de Susie the Little Blue Coupe*
- La bruja Hazel y Belzebú de Trick or Treat*
- Peter Pan (mencionado), Campanilla, John Darling y el rinoceronte de Peter Pan*
- Babe el buey azul de Paul Bunyan*
- Los esbirros de Maléfica de La bella durmiente*
- El lápiz cartabón de Donald en el país de las matemáticas*
- Los pingüinos camareros de Mary Poppins*
- Piglet de The Many Adventures of Winnie the Pooh*
- Oxigenado y Kaa de El libro de la selva*
- El pájaro secretario de Bedknobs and Broomsticks*

### Warner Bros.

#### Warner Bros. Cartoons, Inc.
- La canción de Smile, Darn Ya, Smile!
- Bugs Bunny
- Pato Lucas
- Porky Pig
- Elmer Fudd
- Yoyo Dodo de Porky in Wackyland
- George el Zorro de Of Fox and Hounds
- Piolín
- El gato Silvestre
- Yosemite Sam
- El gallo Claudio
- Marvin el Marciano*
- Wile E. Coyote y el Correcaminos*
- Graciela la canguro boxeadora de Pop 'Im Pop!*
- El toro de Bully for Bugs*
- Speedy González*
- Michigan J. Frog*
- Marco Antonio*
- Sam el Perro Ovejero*
- El imán magnético de Zipping Along*
- Los agujeros negros de The Hole Idea*

### MGM

#### MGM Cartoon Studio
- Droopy
- Spike
- Barney Bear
- George y Junior
- Benny Burro
- Screwy Squirrel y Meathead Dog
- Los pájaros de Levando anclas
- El pulpo de Half-Pint Pygmy*

### Paramount Pictures

#### Fleischer Studios
- Koko el payaso
- Betty Boop
- Wiffle Piffle de The Hot Air Salesman
- Gabby de Gulliver's Travels

#### Famous Studios
- Las nubes sonrientes de Casper
- Joker (el logo de muñeco sorpresa de Noveltoons)

### Columbia Pictures

#### Screen Gems
- Lena la Hiena de Li'l Abner

### Universal Studios

#### Walter Lantz Productions
- Dinky Doodle (mencionado)
- El pájaro Loco
- Wally la Morsa
- Papá Panda
- Homer Paloma
- Harvey (mencionado)
- Chilly Willy (mencionado)*

### 20th Century Fox

#### Terrytoons
- Ganso Gandy
- El cerdito Tímido de How Wet Was My Ocean
- El león Looey de The Temperamental Lion

### RKO Radio Pictures

#### Van Beuren Studios
- El gato Félix (también vinculado a sus cortometrajes mudos originales).

## Cameos suprimidos
Muchos personajes adicionales fueron planificados, o al menos considerados, pero debido a cuestiones legales y/o limitaciones de la producción no pudieron aparecer en la película. Algunos de estos cameos estaban planificados para una escena que retrataría el funeral de Marvin Acme, pero al ser esta suprimida, no hubo lugar para reincorporar a los personajes de manera que se les hiciese justicia, por lo que sus apariciones terminaron por ser descartadas a pesar de que en la mayoría de los casos ya se habían obtenido los respectivos permisos de las dueñas de sus derechos.

### Walt Disney Pictures

#### Walt Disney Productions
- Chip y Dale
- Scrooge McDuck
- El cerdito Práctico de Los tres cerditos
- Max la liebre de The Tortoise and the Hare
- El flautista de Hamelín de The Pied Piper
- Santa Claus de Santa's Workshop
- El príncipe saxofón de Music Land
- Hobo la galleta de The Cookie Carnival
- Las palomas, El búho y una rana de The Old Mill
- Un buitre de Snow White and the Seven Dwarfs
- Jasper de Los fantasmas solitarios
- El gallo, La gallina blanca, El cerdito, El cordero y La oveja de Farmyard Symphony
- Geppetto, Fígaro, el Honrado Juan y Monstruo la ballena de Pinocho
- Varios personajes de Fantasía:
  - Varios arcos voladores de Tocata y fuga en re menor
  - Yen Sid de El aprendiz de brujo
  - Varios dinosaurios de La consagración de la primavera
  - Baco, Zeus, los faunos y los centauros de la Sinfonía Pastoral
  - Ben Ali Gator de la Danza de las horas en la ópera La Gioconda
  - Varios demonios de Una noche en el Monte Pelado y Ave María
- Panchito Pistoles de Los tres caballeros
- El Hermano Rabito y el Hermano Zorro de Canción del sur
- Un personaje de The Adventures of Ichabod and Mr. Toad*:
  - Ichabod Crane de La leyenda de Sleepy Hollow*
- Jaq y Gus de La Cenicienta*
- Los soldados naipes y el Sr. Morsa de Alicia en el país de las maravillas*
- Golfo y Reina de La dama y el vagabundo*
- Los soldados de juguete de Babes in Toyland*
- Pongo y Perdita de 101 dálmatas*
- Merlín de The Sword in the Stone*
- Winnie the Pooh de The Many Adventures of Winnie the Pooh*
- Thomas O'Malley y Duquesa de Los Aristogatos*

### Warner Bros.

#### Warner Bros. Cartoons, Inc.
- El gorila camarero de Lady, Play Your Mandolin!
- Petunia Pig
- Charlie Dog
- Owl Jolson de I Love to Singa
- Claude Cat
- Pepe Le Pew
- Penélope Pussycat*
- Abuelita*
- Hippety Hopper*
- La bruja Hazel*
- Taz el demonio de Tasmania*
- Gossamer*

### MGM

#### MGM Cartoon Studio
- Tom y Jerry
- Don Quijote de ComiColor
- El lobo de Red Hot Riding Hood
- El inspector policía de ¿Quién Mató a Quién?
- El pavo de Jerky Turkey
- El gallo rural de The Hick Chick
- El gato de The Cat That Hated People*

### Paramount Pictures

#### Fleischer Studios
- La Luna de By the Light of the Silvery Moon
- Popeye, Olivia Olivo y Bluto
- Superman y Lois Lane de Superman
- Hoppity y Honey de Mr. Bug Goes to Town
- Raggedy Ann y Andy

#### Famous Studios
- La pequeña Lulú
- Casper
- Herman y Katnip
- Baby Huey*

### Columbia Pictures

#### Screen Gems
- Fauntleroy Fox y Crawford Crow

#### UPA
- Dick Tracy
- Mr. Magoo*

#### Hanna-Barbera
- Huckleberry Hound*
- El oso Yogui*
- Yakky Doodle*
- Pedro y Vilma de Los Picapiedra*
- El oficial Matute de Don Gato*
- Súper y Ultra de Los Supersónicos*

### Universal Studios

#### Walter Lantz Productions
- Oswald el conejo afortunado
- Andy Panda
- Buzz Buzzard
- El policía de tráfico de The Screwdriver
- Una de las nubes de Pantry Panic

### 20th Century Fox

#### Terrytoons
- Farmer Al Falfa
- Super Ratón
- Heckle y Jeckle

### United Artists

#### DFE
- La pantera rosa*

### Redifusión

#### Jay Ward Productions
- Rocky y Bullwinkle*

## Proposiciones de secuela
The Walt Disney Company y Steven Spielberg siempre han planeado hacer una secuela de este largometraje. Se planeó a principios de la década de 1990 una precuela llamada Roger Rabbit: The Toon Platoon, título que fue posteriormente cambiado a Who Discovered Roger Rabbit?, pero fue cancelada en el 2008 debido a la escasez de presupuesto. En el 2009, se planeó una secuela llamada Where is Roger Rabbit?, aunque fue desechada. Bob Hoskins confirmó que regresaría para la segunda entrega, pero ese mismo año le diagnosticaron un cáncer de páncreas, por el cual falleció el 29 de abril de 2014. Disney dijo que posiblemente, sería una secuela directamente a vídeo, pero que incluiría un musical. En febrero de 2013, Gary K. Wolf, el creador de Roger Rabbit, confirmó que se está preparando una precuela con Roger y Mickey Mouse como protagonistas y que se va a llamar The Stooge, basada en la película de 1952 del mismo nombre. Se cree que esta precuela será en honor a Hoskins por su muerte y por haber encarnado a Edward "Eddie" Valiant.
En 2018, durante una entrevista con Yahoo, Robert Zemeckis habló de la existencia de un guion para una secuela. Sin embargo, Zemeckis dijo que actualmente Disney "no tiene el interés de producir el filme ni en Roger ni Jessica" y aseguró que probablemente nunca salga a la luz una secuela.